# Сызранская ГЭС
Сызранская ГЭС — гидроэлектростанция на реке Сызранке в дачном посёлке Сызранская Лука города Сызрань Самарской области.
Станция является памятником истории и архитектуры, первой станцией мощной гидроэнергетики Поволжья. ГЭС вступила в строй в 1929 году, в рамках деятельности ГОЭЛРО, и является единственным гидросооружением начала плана ГОЭЛРО, которое сохранилось в первозданном виде.

## История

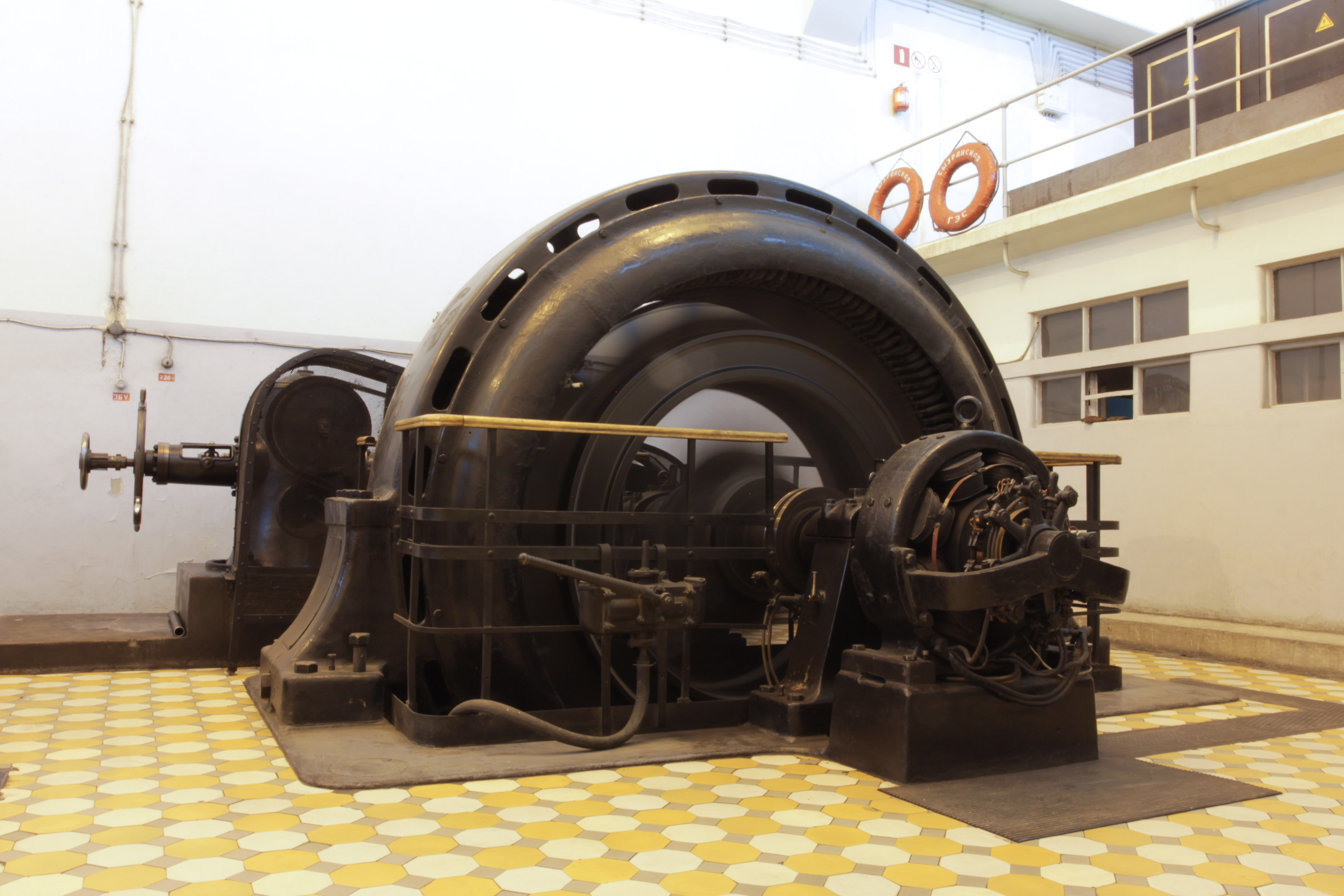
Гидрогенератор №1 типа GW 270, изготовлен в 1928 г. на Ленинградском электромеханическом заводе «Электросила». Мощность — 680 кВт.

На протяжении нескольких десятилетий в прессе утверждалось, что Сызранская ГЭС построена по плану ГОЭЛРО, утвержденному в 1920 году, однако в наши дни некоторые краеведы Самарской области считают по-другому.
В начале 20-х годов Сызрань испытывала острый дефицит электроэнергии, и разработка проекта строительства ГЭС получила одобрение не только местных властей и населения, но и московских специалистов. При поддержке председателя Госплана СССР, автора ГОЭЛРО Г. М. Кржижановского, стройку включили отдельной строкой в государственный план электрификации, что предполагало нормальное финансовое и материальное снабжение. В этом сыграло немалую роль обращение жителей Сызрани о необходимости этого шага к Кржижановскому как к уроженцу Самары, их земляку.
Строительство ГЭС началось в 1925 году. К работам привлекались сотни человек. Преобладал ручной труд — с кирками, носилками, тачками. Начинала строительство одна организация («Сызраньстрой»), а заканчивала другая («ГЭТ-Гидрострой»), что, естественно, удлинило сроки работ, привело к их удорожанию. Несмотря на все трудности, 7 ноября 1929 года состоялся официальный пробный пуск турбин, а 18 ноября было полностью наполнено водохранилище. В конце мая 1930 года, после пропуска весеннего паводка, комиссия Государственного института сооружений в составе профессора Н.Ф. Пузыревского, Н.М. Щапова и инженера Н.М. Свешникова признала гидросооружения ГЭС годными для включения в постоянную эксплуатацию на полную мощность. От ГЭС в город отходили три фидера, к которым были подключены 18 трансформаторных подстанций общей мощностью 780 кВа.
Сызранская ГЭС является единственным гидросооружением того времени, которое сохранилось в первозданном виде. Пуск станции состоялся всего на три года позднее первой в стране построенной по плану ГОЭЛРО — Волховской ГЭС, однако последняя во время Великой Отечественной войны демонтировалась.
Несмотря на сравнительно небольшие размеры и мощность, опыт проектирования и строительства Сызранской ГЭС широко использовался при возведении крупных ГЭС Волжско-Камского каскада.

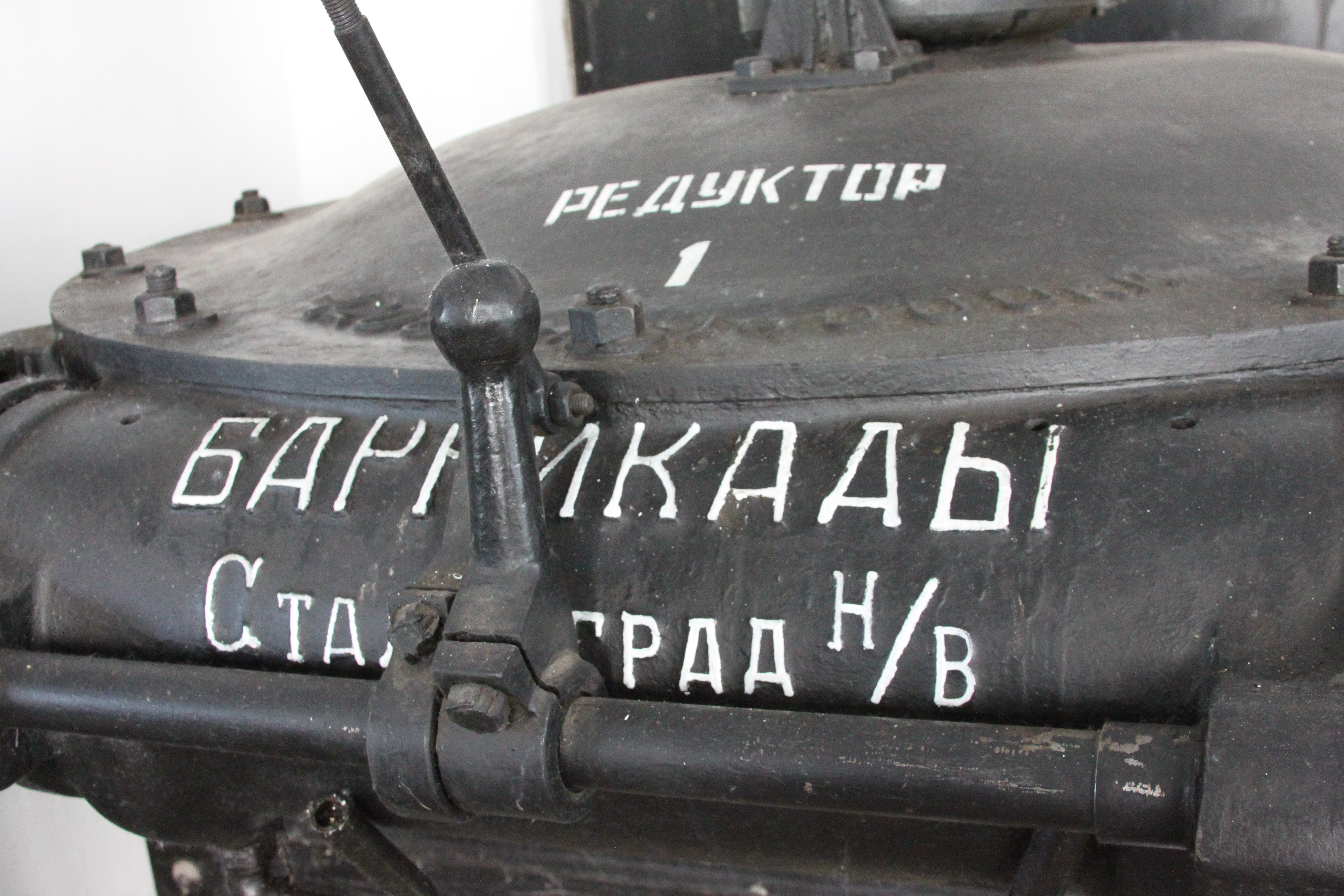
Редуктор подъема щитов турбинной камеры

В годы Великой Отечественной войны от Сызранской ГЭС питались: цех по производству мин локомобильного завода, завод № 136, выпускавший противовзрывные устройства для ДЗОТов, авиационно-техническая инженерная база, автомобильные базы, осуществлялось резервирование электроснабжения арсенала в поселке Сердовино. Трудовой вклад 36 работников ГЭС в годы войны оценен медалью «За доблестный труд в Великой Отечественной войне 1941—1945 гг.». С пуском в 1947 году Сызранской ТЭЦ гидроэлектростанция потеряла положение единственного крупного источника электроснабжения в городе. С 1963 года Сызранская ГЭС является одним из производственных участков Сызранской городской электросети. В 1968 году, в связи с заполнением Саратовского водохранилища и снижением напора воды с 13,5 до 9,5 м, мощность ГЭС уменьшилась почти на треть. В 1985 году рассматривался вопрос о прекращении использования ГЭС как источника электроэнергии и её включении в состав Сызранского завода тяжелого машиностроения в качестве лаборатории для испытания турбин малых гидроэлектростанций. В конце 80-х годов в объединении «Куйбышевэнерго», курировавшем работу станции, рассматривался вопрос о прекращении её эксплуатации. Тем не менее, Сызранская ГЭС работает по сей день. 29 ноября 1999 г. была получена «Декларация безопасности гидротехнических сооружений Сызранской ГЭС», на основании которой они были внесены в Российский реестр гидротехнических сооружений. Полномочия эксплуатирующей организации в отношении Сызранской ГЭС в настоящее время осуществляет ООО «Сызранская городская электросеть».

## Устройство гидросооружений и современное состояние станции

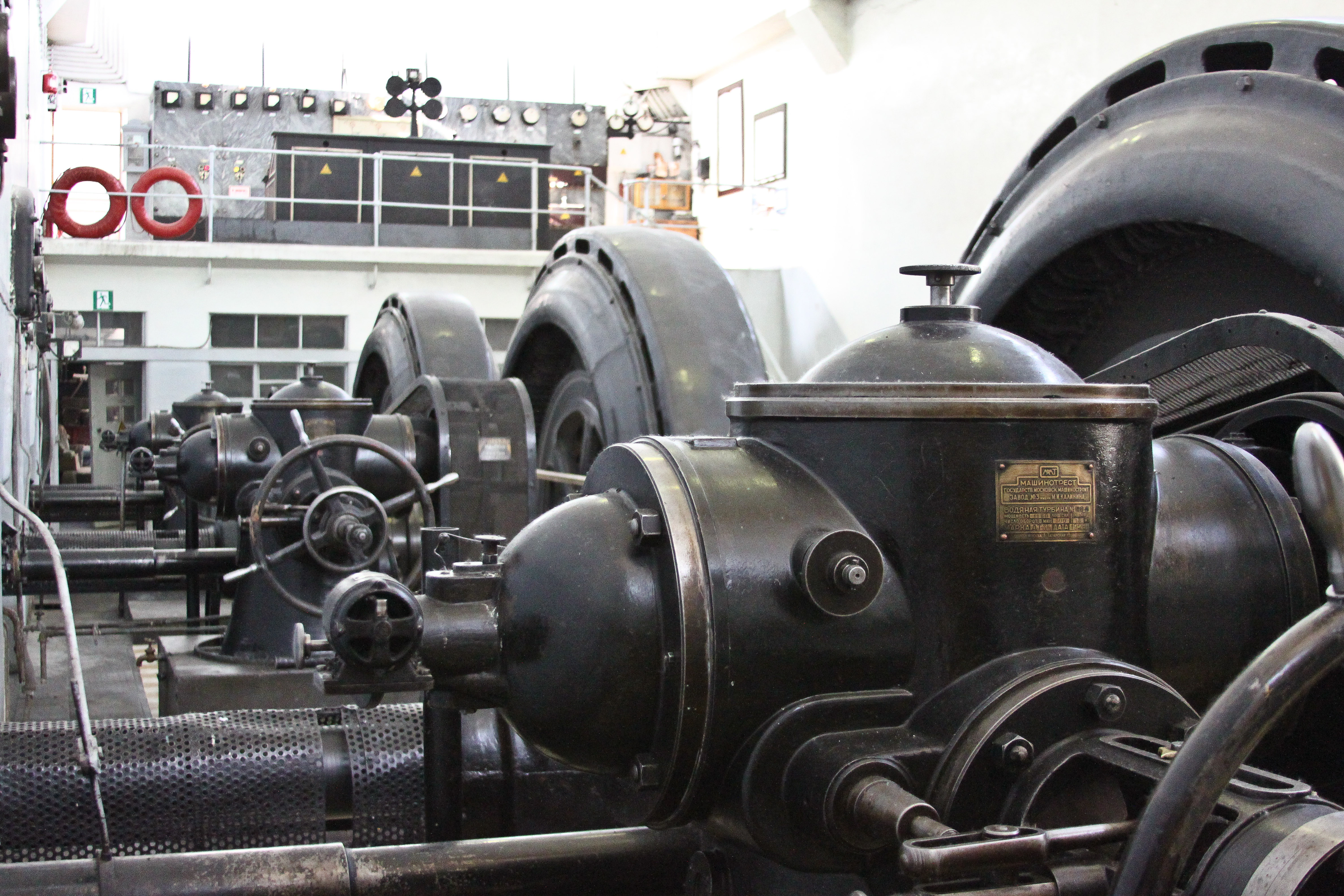
Машинный зал Сызранской ГЭС (вид от гидрогенератора №3)

Сызранская ГЭС представляет собой гидроэлектростанцию деривационного типа и состоит из бетонной плотины, деривационного канала и здания ГЭС. Применение деривационной системы эффективно использует природную излучину реки и дает прирост напора 1,5 м из проектных 13,5 м (при подпоре Саратовским водохранилищем с 1968 года снизился до 9,5 м).
Плотина ГЭС бетонная и, частично, земляная с бетонной диафрагмой. Расположена на верхней ветви Сызранской Луки и образует водохранилище с отметкой 37,5 м, длиной около 20 км, шириной, в среднем, 100 м. Общая длина плотины — 326,7 м, из которых на долю глухой земляной части приходится 112,5 м. Бетонная часть состоит: из левой глухой — 53,4 м, средней водосливной — 114 м, правой глухой — 45,8 м. Наибольшая высота плотины — 21 м. Водосливная часть плотины имеет 14 пролетов шириной по 6 м в свету перекрываемых плоскими металлическими затворами высотой по 3 м, установленными на гребень водослива с отметкой 34,5 м. Кроме того, в двух средних пролетах имеются два донных отверстия с отметкой 29 м. Они перекрываются щитами Стонея на цепях Галля, изготовленными на заводе «Красный металлист» в г. Костроме, которые за время работы ГЭС ни разу не поднимались из-за неуверенности в закрытии их после водосброса. Все тело плотины пронизано сухой галереей (потерной) длиной 185 м, которая служила для отвода воды, просачивающейся внутрь бетонного тела, и для контроля над плотностью температурных швов. В настоящее время галерея заполнена водой.

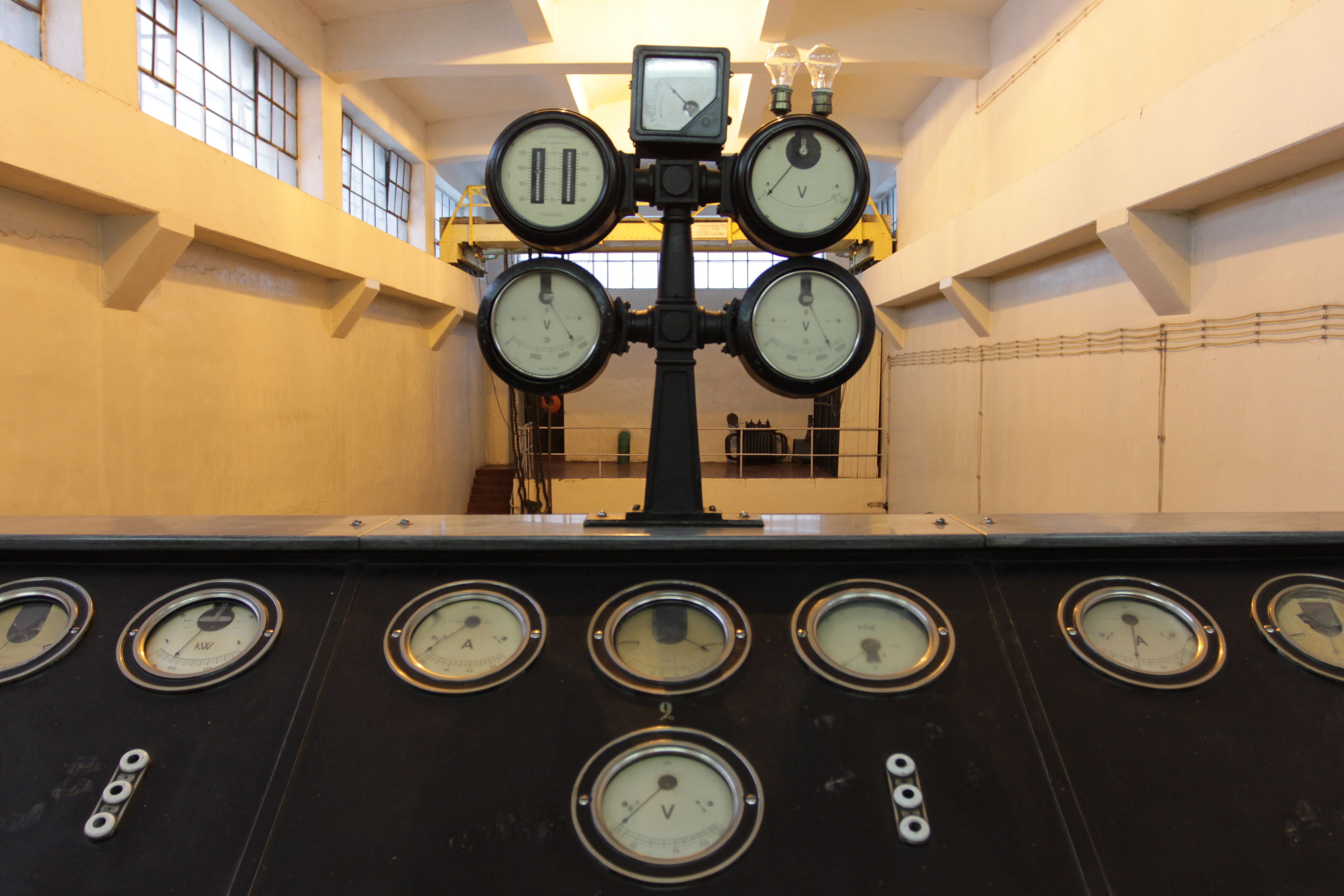
Пульт управления гидроагрегатами Сызранской ГЭС

Здание ГЭС находится непосредственно на берегу реки — нижнего бьефа. В турбинных камерах здания ГЭС установлены три однотипные горизонтальные сдвоенные турбины Френсиса, изготовленные в 1928 году на Московском заводе № 3 имени Калинина. Диаметр рабочих колес турбин — 1 м. Рабочее колесо турбины № 1 имеет 10 лопастей, турбины № 2 и № 3 — по 12 лопастей. Направляющий аппарат каждой турбины состоит из 12 лопаток. Турбины снабжены автоматическими регуляторами скорости системы Янс-Томаса, изготовленными в Германии. Щиты турбинных камер и их подъемные механизмы завода «Баррикады», каждая камера имеет по три щита. В машинном зале установлены, непосредственно соединенные с валами турбин, три горизонтальных гидрогенератора типа GW 270 Ленинградского электромеханического завода «Электросила» мощностью 680 кВт каждый, напряжением 6600 вольт. На тех же валах находятся возбудители мощностью 18 кВт, напряжением 115 вольт. Электроэнергия, выработанная генераторами ГЭС, передается по кабелям 6кВ на сборные шины РУ-6кВ, откуда поступает в энергосистему города Сызрани.
Выработка электроэнергии за все время работы Сызранской ГЭС составила более 500 миллионов кВт-ч. В связи с пуском в 1947 году Сызранской ТЭЦ, а затем и подстанции «Сызрань-220», получавшей электроэнергию от Куйбышевской ГЭС, значимость Сызранской ГЭС для электроснабжения города снизилась. Сейчас она является экологически чистым источником электроэнергии, не зависящим от угля, нефти и газа.
За прошедшие десятилетия пруд ГЭС обмелел в несколько раз, в 1929 году он имел объём 30 млн м³ и глубину 7—10 м, теперь же зеркало водохранилища значительно уменьшилось, объём его стал менее 5 млн м³, а площадь акватории составляет 100 га. Несмотря на понижение давления на турбины и периодические отключения ГЭС из-за попадания мусора в турбинные камеры, Сызранская ГЭС работает в обычном режиме.
Водохранилище ГЭС служит местом отдыха для горожан и интересно для туристов, во время осеннего перелета служит убежищем для водоплавающих птиц.
Сызранская ГЭС даже по современным нормам является надёжным сооружением, но для того, чтобы её работа не наносила вреда экологии, некоторые её элементы планируется заменить на современные, что, по утверждению администрации города, не нарушит архитектурного ансамбля памятника истории. По словам Виктора Хлыстова, бывшего главы Сызрани, переговоры по этому поводу уже ведутся со специалистами из Санкт-Петербурга.

## Фото Сызранской ГЭС

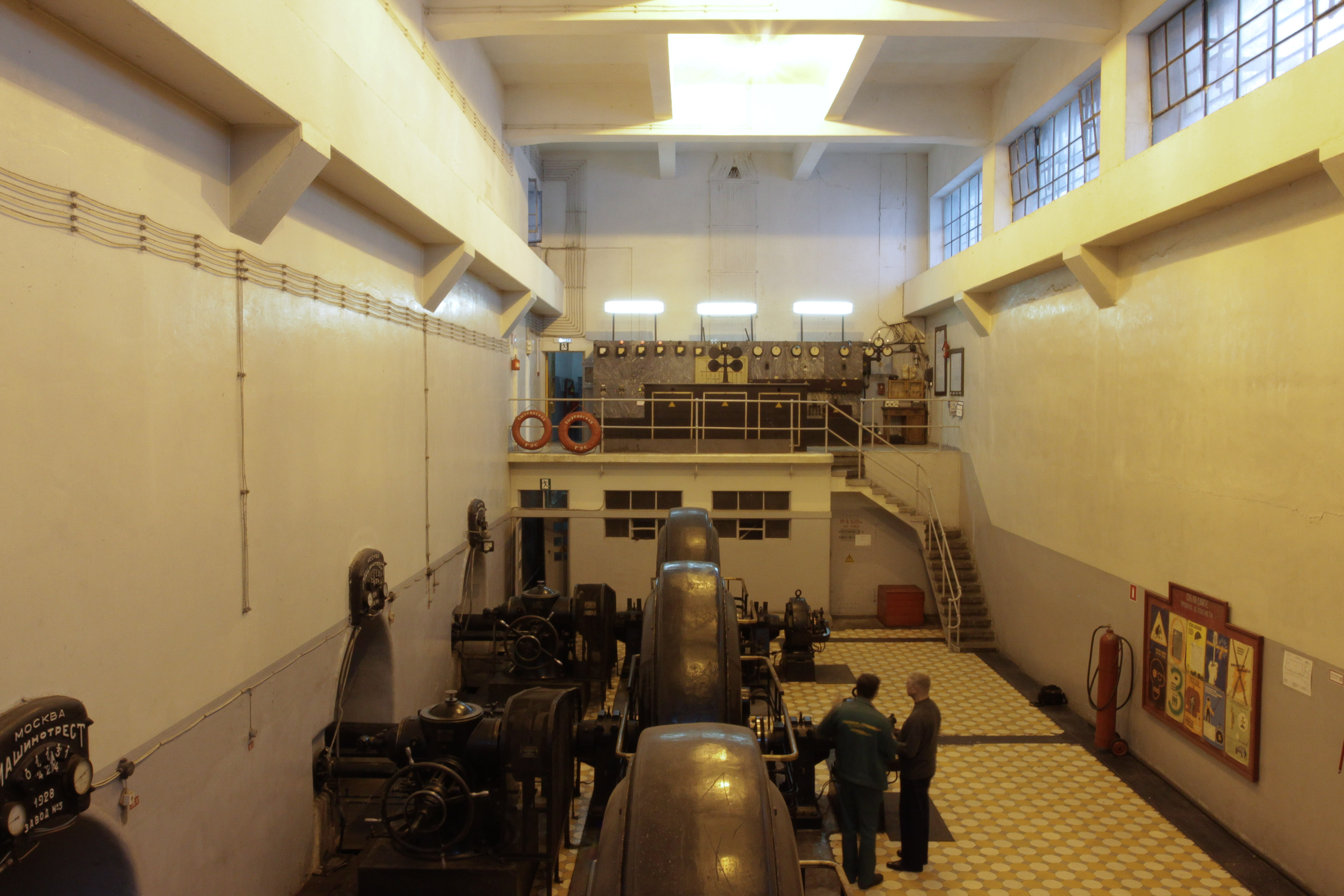
Машинный зал Сызранской ГЭС (вид на пульт и щит управления гидроагрегатами)
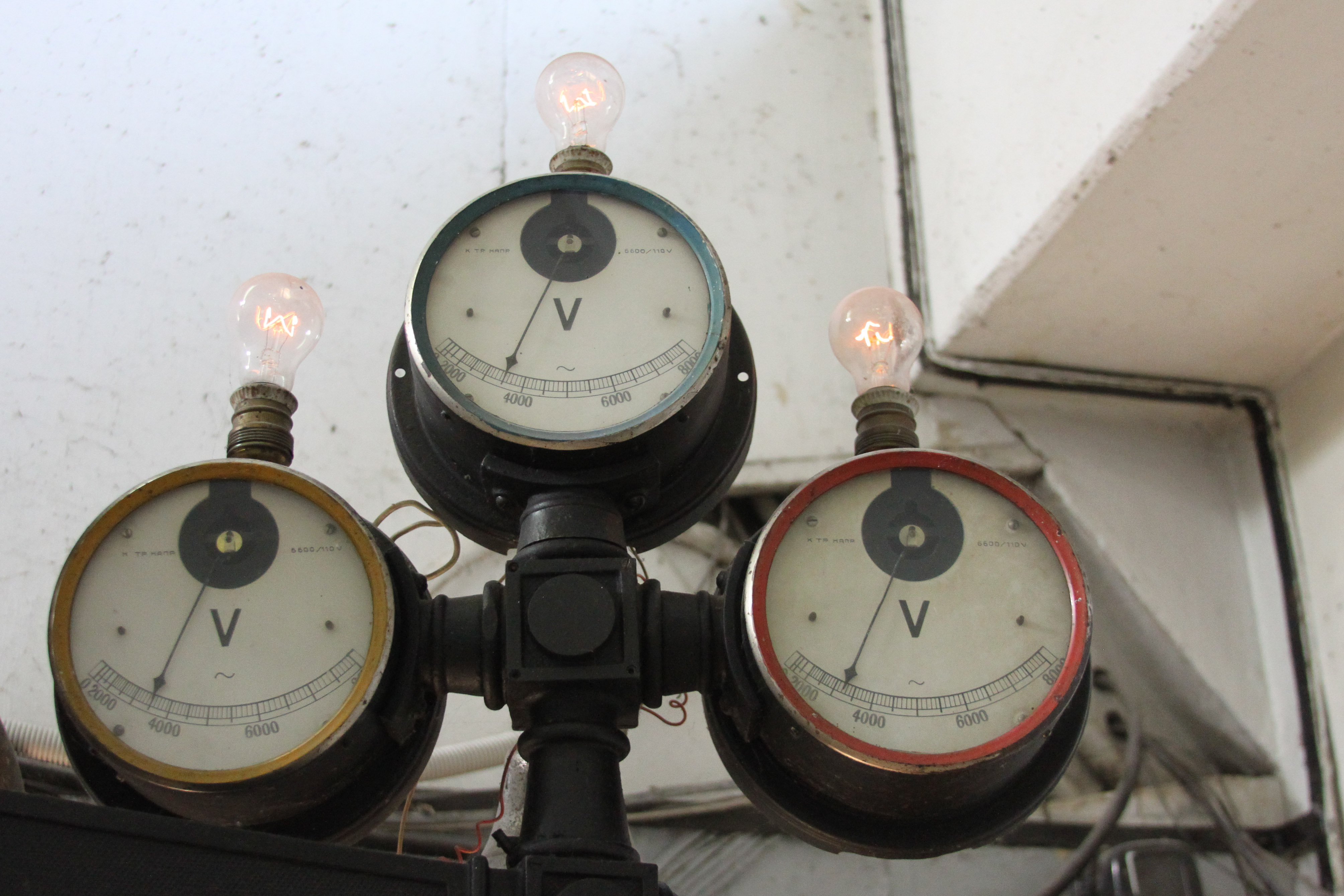
Фазовая защита гидроагрегатов, работающая "на сигнал"
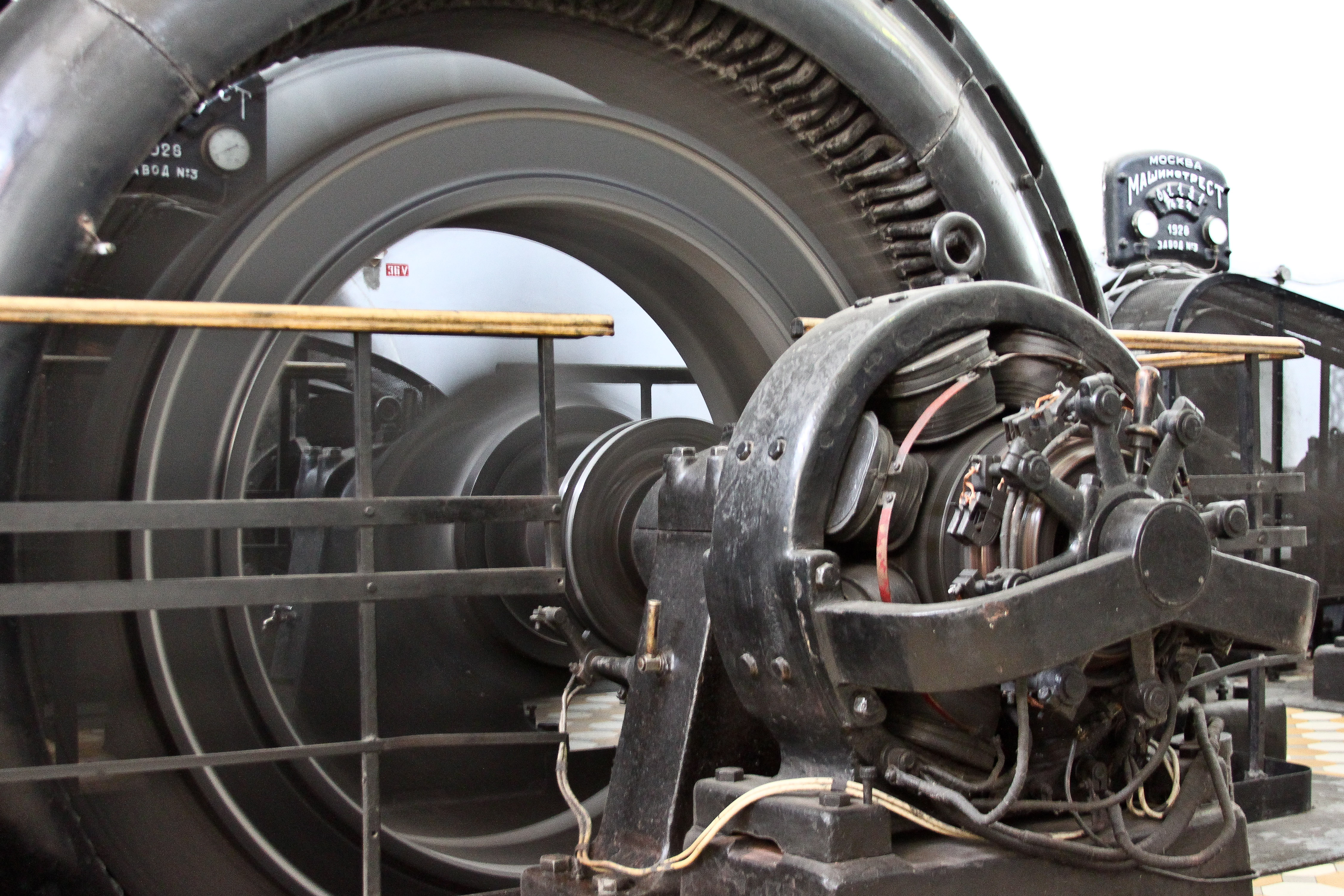
Гидрогенератор №2
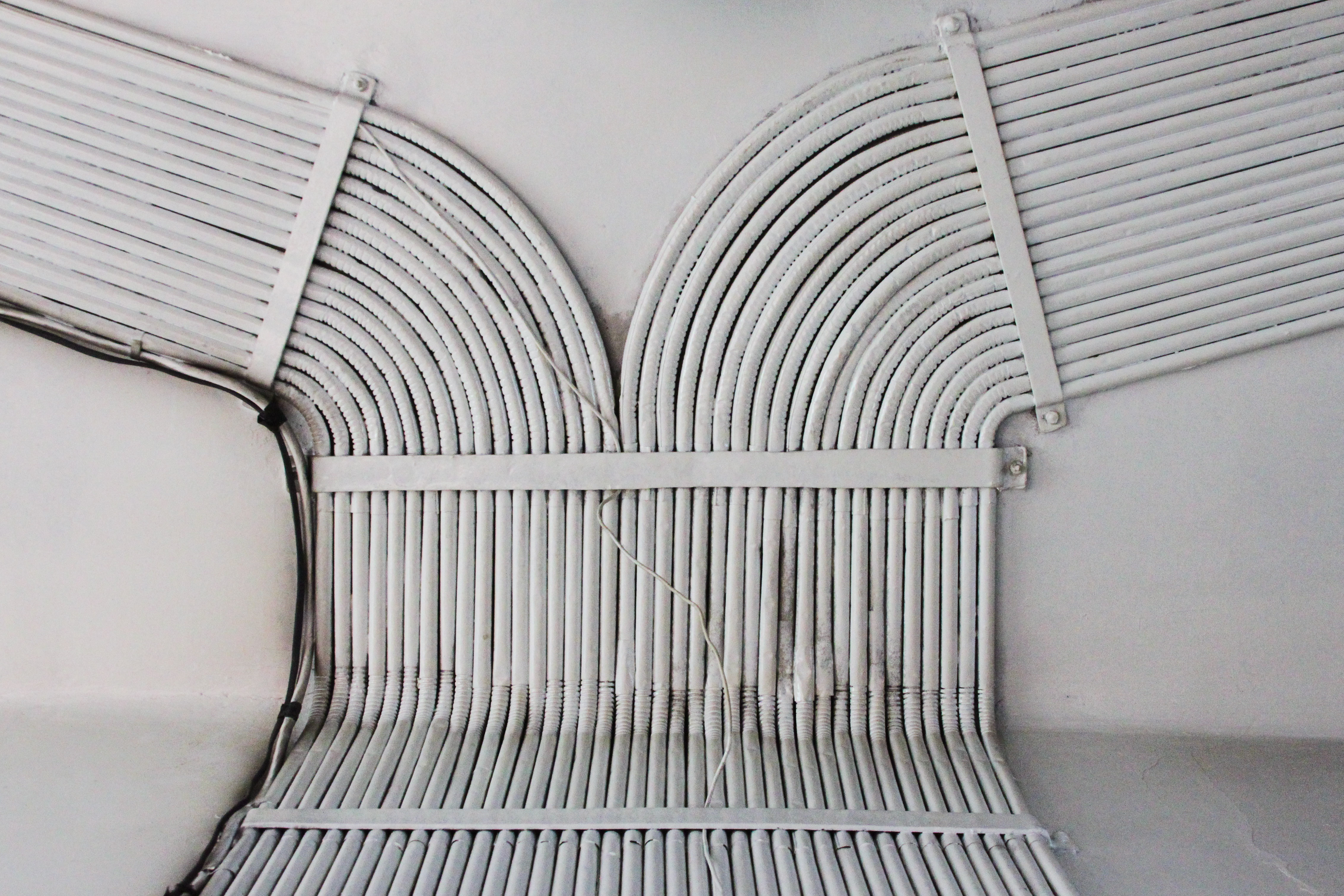
Проводка в трубках Гупера в РУ-6Kв
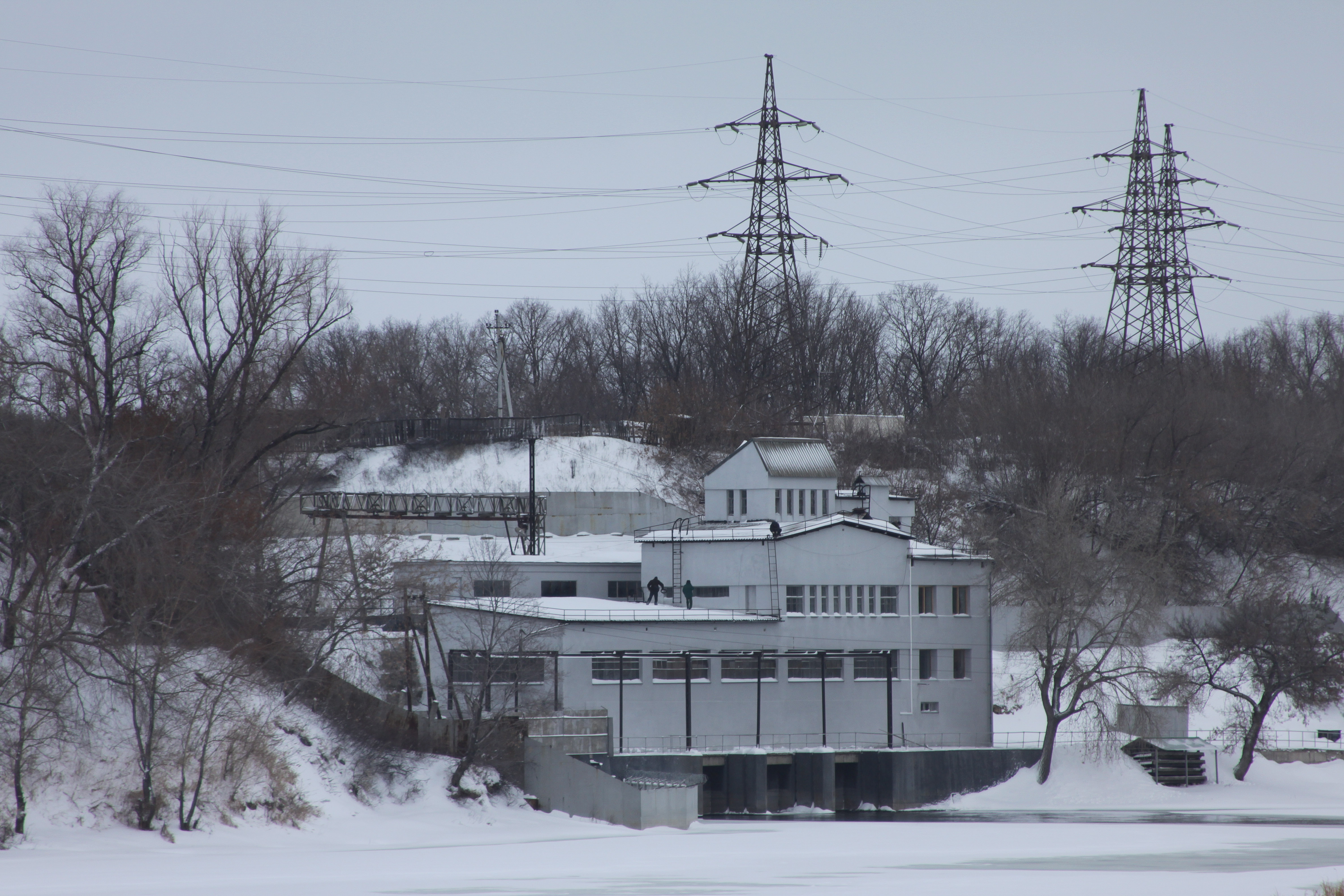
Здание Сызранской ГЭС в январе 2012 года